# Peter Veselovský
Peter Veselovský (* 11. November 1964 in Košice, Tschechoslowakei; † 2. August 2025) war ein slowakischer Eishockeyspieler.

## Karriere
Peter Veselovský erlernte das Eishockeyspiel in seiner Heimatstadt bei Partizán Liptovský Mikuláš. Seinen Militärdienst absolvierte er beim Armeesportklub VTJ Michalovce, für den er von 1985 bis 1987 in der 1. SNHL, der slowakischen Staffel der zweiten tschechoslowakische Spielklasse, aktiv war. Anschließend wechselte der Angreifer zur TJ VSŽ Košice. Für die Mannschaft spielte er zunächst von 1987 bis 1993 in der 1. Liga, der höchsten tschechoslowakischen Spielklasse, wobei er mit seinem Team in der Saison 1987/88 den nationalen Meistertitel gewann. In der Saison 1993/94 verbrachte er mit Košice in der nach Teilung der Tschechoslowakei neu gegründeten slowakischen Extraliga. Zur Saison 1994/95 wechselte Veselovský zum HC Škoda Plzeň aus der tschechischen Extraliga. In der folgenden Spielzeit lief er erneut für den TJ VSŽ Košice auf, mit dem er auf Anhieb Slowakischer Meister wurde. 
In der Saison 1996/97 stand Veselovský  wieder in der tschechischen Extraliga auf dem Eis, diesmal jedoch für den HC Becherovka Karlovy Vary. Es folgten je eine Spielzeit in der slowakischen Extraliga beim MHk 32 Liptovský Mikuláš sowie in der französischen Ligue Magnus beim Hockey Club de Caen. Von 1999 bis 2001 stand er bei Dunaferr SE Dunaújváros unter Vertrag. Mit der Mannschaft wurde er in der Saison 1999/2000 Ungarischer Meister. In der gleichen Spielzeit wurde er zum besten ausländischen Spieler gewählt. Zuletzt lief er in der Saison 2002/03 für den HK 36 Skalica und den HK Spišská Nová Ves in der slowakischen Extraliga auf, ehe er seine Karriere im Alter von 38 Jahren beendete.
Danach arbeitete Veselovský bei U. S. Steel Košice in der Abteilung für Entschwefelung.

### International
Für die Tschechoslowakei nahm Veselovský an den Olympischen Winterspielen 1992 in Albertville sowie der Weltmeisterschaft 1992 teil. Bei beiden Turnieren gewann er mit seiner Mannschaft die Bronzemedaille.

## Erfolge und Auszeichnungen
- 1988 Tschechoslowakischer Meister mit TJ VSŽ Košice
- 1996 Slowakischer Meister mit TJ VSŽ Košice
- 2000 Ungarischer Meister mit Dunaferr SE Dunaújváros
- 2000 Bester ausländischer Spieler der Ungarischen Eishockeyliga

### International
- 1992 Bronzemedaille bei den Olympischen Winterspielen
- 1992 Bronzemedaille bei der Weltmeisterschaft